# 郑镇安
郑镇安（1933年12月—2002年5月11日），男，汉族，福建晋江人，中华人民共和国水产学家、政治人物。第七、八届全国政协委员。